# Globe virtuel

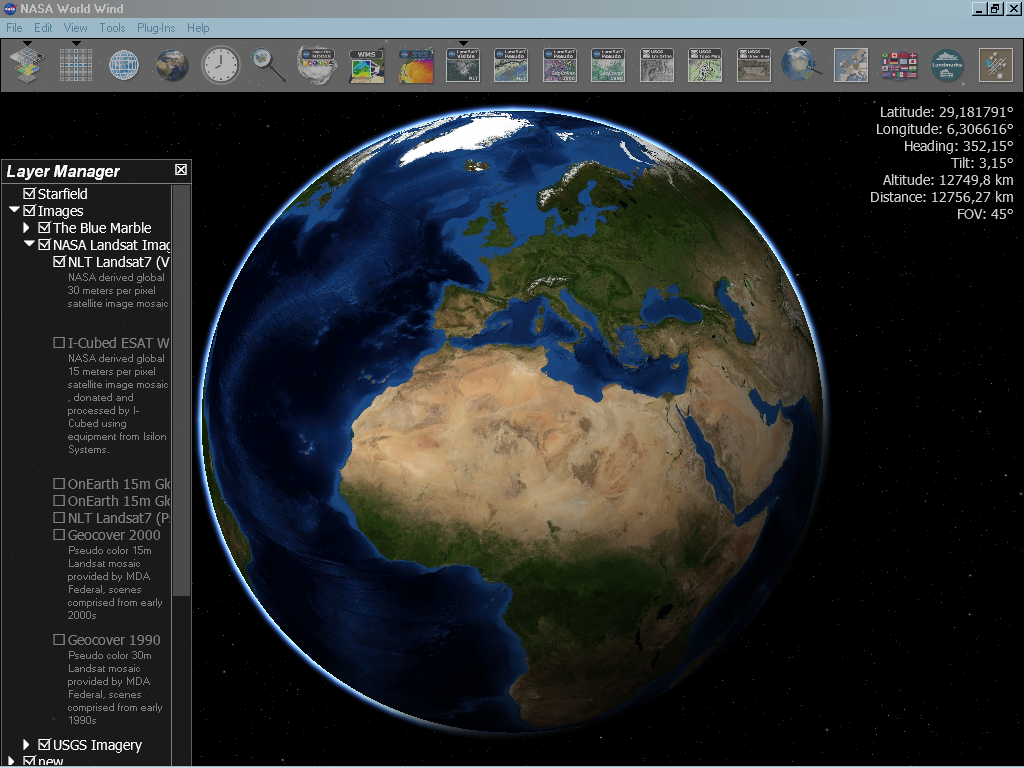
Capture d'écran du logiciel open source NASA World Wind

Un globe virtuel est un logiciel représentant ou modélisant en 3D la Terre ou toute autre planète. Le premier logiciel du genre à avoir attiré l’attention du grand public de façon significative est Google Earth. Ce type de logiciel permet à l’utilisateur de se déplacer librement autour du globe en changeant la position et l’angle de vue.

## Exemples de globes virtuels
Les principaux globes virtuels sont :
- Google Earth (développé par Google)
- Virtual Geo  (développé par Diginext. Intégré au sein du Géoportail, site de cartographie en ligne de la France).
- World Wind (développé par la NASA)
- Windows Live Local (développé par Microsoft)
- Marble (un widget libre développé par KDE)
- Géoportail (France seulement, développé par IGN)
- Globe virtuel Geoforge : dérivé du Globe virtuel de World Wind il est intégré dans le Geoforge et contient des spécialisations en Géosciences.
- Bhuvan (développé par ISRO)
- Earthbrowser, Développé par Lunar Software
- ArcGIS Explorer (développé par ESRI)
- WebGLEarth
- CesiumJS